# Divisió d'Udaipur

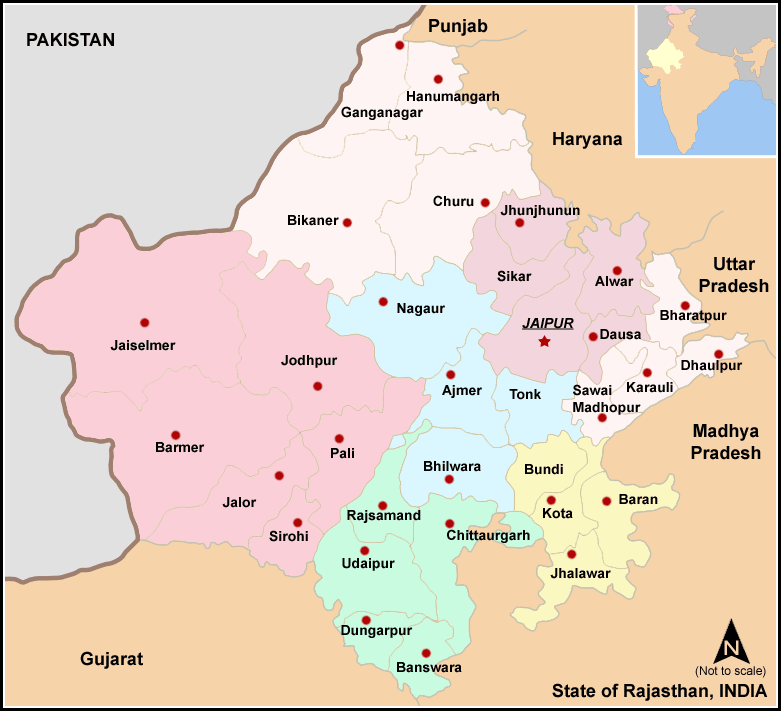
Mapa de les divisions del Rajasthan, la divisió d'Udaipur està en el color blau més fort

La divisió d'Udaipur és una entitat administrativa del Rajasthan, Índia, amb capital a la ciutat d'Udaipur.
Està formada per sis districtes: 
- Districte d'Udaipur
- Districte de Banswara
- Districte de Chittorgarh
- Districte de Pratapgarh
- Districte de Rajsamand
- Districte de Dungarpur

La superfície i població és la suma dels sis districtes.